# Harvey Lonsdale Elmes
Harvey Lonsdale Elmes (Chichester, 10 de fevereiro de 1814 - 26 de novembro de 1847) foi um arquiteto inglês, projetista do Saint George's Hall, em Liverpool; uma das principais obras do neoclassicismo inglês.

## Galeria

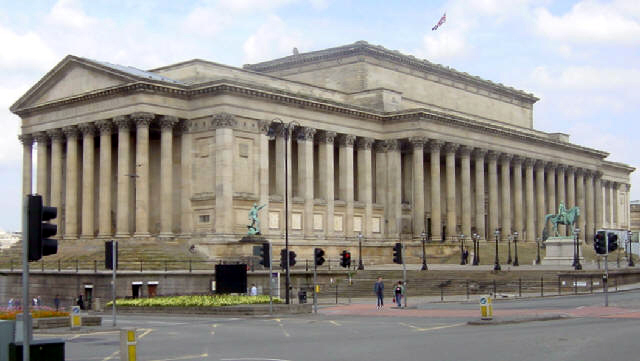
St George's Hall
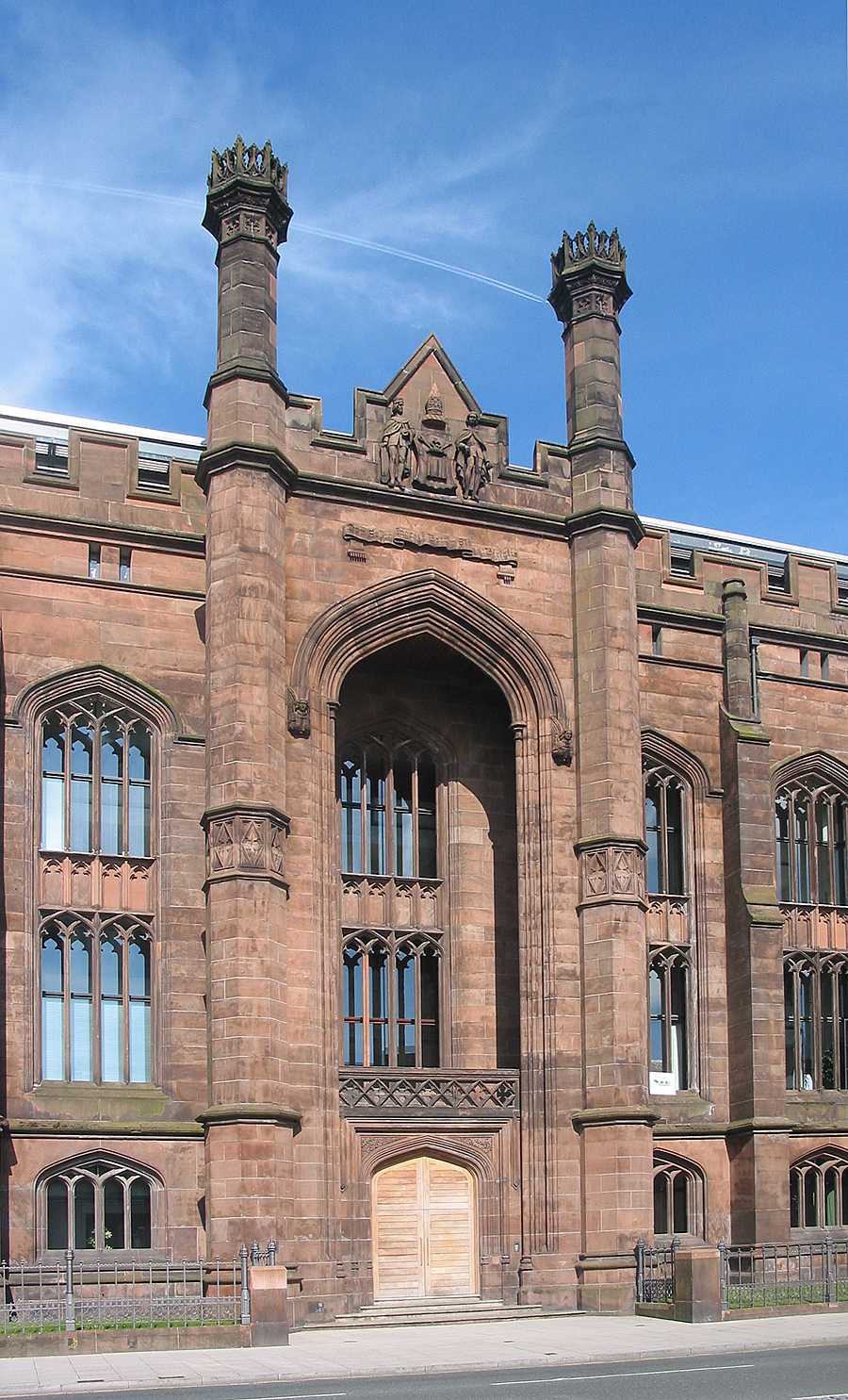
Liverpool Collegiate School
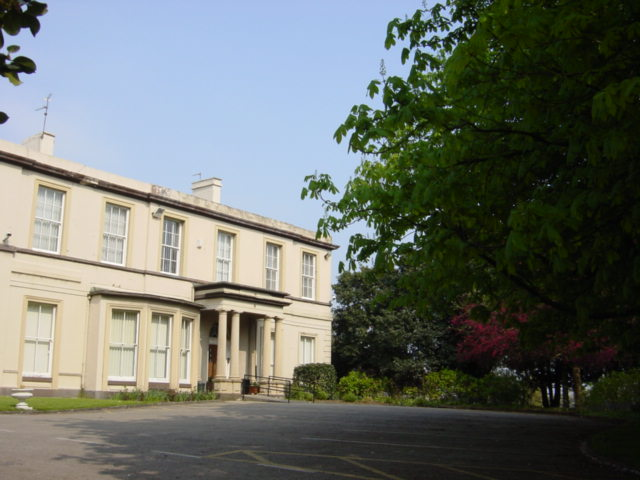
Thingwall Hall